# Abdul Rahman Yasin
Abdul Rahman Yasin (Bloomington, 10 de abril de 1960) ayudó a fabricar las bombas usadas en el Atentado del World Trade Center de 1993. Yasin es de ascendencia iraquí y creció en Bagdad. Ha sido caracterizado en los medios estadounidenses como el único participante en el primer atentado para volar el World Trade Center en 1993 que nunca ha sido capturado.

## Biografía
Yasin nació en Bloomington, Indiana, Estados Unidos; donde su padre, originario de Irak, se encontraba estudiando un doctorado. Yasin es por lo tanto ciudadano estadounidense. Poco después de su nacimiento, la familia de Yasin regresó a Irak. De acuerdo a los registros universitarios, Said Taha Yasin, un iraquí, asistió a la Universidad de Indiana Bloomington durante el curso 1952-53, y también desde 1956 hasta 1960. En los informes del FBI se afirma que Yasin  es epiléptico.

## Llegada a Estados Unidos, 1992
El 21 de junio de 1992, Yasin pudo utilizar su nacionalidad estadounidense para obtener un pasaporte de los Estados Unidos de la embajada en Amán, Jordania y por lo tanto llegar a territorio de ese país. 
Reclutado por Ramzi Yousef, tenía quemaduras de ácido en sus piernas y pantalones de bombas químicas.
Poco después de la investigación del atentado del 26 de febrero de 1993, Yasin fue detenido por el FBI el 4 de marzo de 1993, el mismo día que fue arrestado Mohammed A. Salameh, en un barrido de lugares asociados con Salameh. Yasin fue encontrado en el apartamento de Nueva Jersey que compartía con su madre.
Yasin fue conducido de Nueva Jersey hasta las sedes del FBI en Newark, donde se mostró muy cooperativo. Los agentes del FBI consiguieron averiguar dónde y cómo se había construido la bomba que estalló en los garajes del World Trade Center.
Yasin dijo que fue liberado después de darle a los agentes nombres y direcciones, y se fue a Irak.

## Regreso a Irak, 1993
En marzo de 1993, Yasin viajó en avión hasta Amán, Jordania. Desde Amán, Abdul Rahman Yasin viajó hasta Bagdad.
En Bagdad, Yasin vivió en libertad durante al menos un año. El régimen de Sadam Huseín le dio dinero y le proporcionó alojamiento a Yasin. El gobierno iraquí comunicó después que había sido arrestado y encarcelado.
El 10 de octubre de 2001 Yasin apareció en la lista inicial del FBI de los 22 terroristas más buscados, que fue dada a conocer al público por el presidente Bush.
En varias ocasiones, Irak ofreció a Estados Unidos entregar a Yasin a cambio de que levantara las sanciones económicas de la ONU. Tarek Aziz, portavoz de Irak, afirmó que en la década de 1990, todo Irak quería una declaración firmada en la que constaba que se había entregado a Yasin. Pero según los informes, la declaración presentada a Estados Unidos, exoneraba la participación iraquí en el Atentado del World Trade Center de 1993. Sin embargo, Kenneth Pollack del Departamento de Estado, dijo que no había ninguna información de la CIA que vinculaba a Irak con el atentado contra el World Trade Center de 1993.
Mientras Yasin se encontraba encarcelado en Irak, Lesley Stahl de la CBS lo entrevistó para un segmento de 60 Minutes el 23 de mayo de 2002. Yasin apareció en la cárcel con un pijama y con unas esposas. Se afirmó que Irak había mantenido a Yasin encarcelado en las afueras de Bagdad desde 1994. Yasin no ha sido visto ni oído desde la entrevista en la prisión de 2002. No fue localizado durante la Invasión de Irak de 2003.